# Friedrich von Laßberg

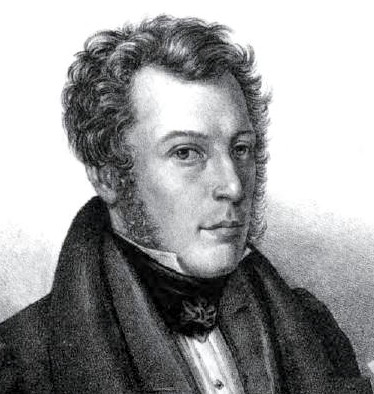
Freiherr Friedrich von Laßberg

Friedrich Leonhard Anton Freiherr von Laßberg (* 13. Mai 1798 in Lindau (Bodensee); † 30. Juni 1838 in Sigmaringen) leitete von 1836 bis 1838 die Landesregierung des Fürstentums  Hohenzollern-Sigmaringen. Neben seiner politischen Tätigkeit bereitete er als Rechtshistoriker die Veröffentlichung einer Ausgabe des „Schwabenspiegel“ vor, die 1840 posthum publiziert wurde.

## Leben
Laßberg wurde als zweiter Sohn des Joseph von Laßberg und der Maria Anna Ebinger von der Burg (1771–1814) geboren. Er studierte in Freiburg (Philosophie), Heidelberg (Rechts- und Kameralwissenschaften); Göttingen und Jena, wo er 1819 zum Dr. jur. promoviert wurde. Während seines Studiums wurde er 1815 Mitglied der Burschenschaft Teutonia Heidelberg, 1817 der Alten Göttinger Burschenschaft/Verein für Deutsche Geschichte und 1818 der Urburschenschaft in Jena. 1820 trat Laßberg in die Dienste des Fürstentums Hohenzollern-Sigmaringen und wurde 1822 zum Hof- und Regierungsrat ernannt.
Von 1825 bis 1828 war er Oberamtmann des Oberamtes Sigmaringen. Friedrich widmete sich vornehmlich der Entwicklung des Schulwesens. Ab 1828 war er wieder im Hof- und Regierungsratskollegium. 1831/32 musste er aus gesundheitlichen Gründen um Urlaub nachsuchen, den er in Südfrankreich verbrachte. 1836 wurde Laßberg Direktor des Hofrats und der Landesregierung.

## Ehe und Nachkommen
1824 heiratete Laßberg Helene von Schatzberg (1799–1861), mutmaßlich eine illegitime Tochter der Fürstin Amalie Zephyrine von Hohenzollern-Sigmaringen aus ihrer außerehelichen Beziehung mit dem Obersten Charles de Voumard, dem von der Fürstin vormundschaftlich bestellten Erzieher ihres Neffen, des minderjährigen Fürsten Friedrich IV. zu Salm-Kyrburg. Die Ehe blieb kinderlos.

## Werke
- Friedrich L. A. von Laßberg, A. L. Reyscher: Der Schwabenspiegel oder schwäbisches Land- und Lehen-Rechtbuch, Tübingen 1840 in der Google-Buchsuche